# Bel Ami (1976)
Bel Ami är en svensk pornografisk film från 1976 i regi av Bert Torn.
Filmen premiärvisades 25 oktober 1976 på biograf Aveny i Jönköping. Den spelades in i en studio i Stockholm med foto av Henri Alexandre. Som förlaga har man en mycket fri bearbetning av Guy de Maupassants roman Bel-Ami som utgavs 1885.

## Roller i urval
- Harry Reems - George Duroy
- Christa Linder - Anita
- Marie Forså - Suzanne Walter
- Bent Warburg - Gordon
- Anne Bie Warburg - Clothilde
- Jacqueline Laurent - Rebecca Walter
- Lucienne Camille - Lucienne
- Preben Mahrt - Samuel Walter
- André Chazel - Charles Forrestier
- Pia Rydberg - Madeleine Forrestier
- Lisbeth Olsen - Stephanie von Rauch
- Evert Granholm - Herman von Rauch
- Christine Gyhagen - barfjäril
- Rune Hallberg - bartender
- Christina Hellman - Karin
- Göthe Grefbo - Mr. Potts
- Lars Lennartsson - Mr. Smith
- Charlie Elvegård - fotograf
- Keld Rex Holm - Luciennes livvakt

## Musik i filmen
- Titel Ouverture, kompositör Pjotr Tjajkovskij
- Bel Ami, kompositör och text Paul de Senneville och Olivier Toussaint